# Sortland
Sortlandⓘ (nordsamisch: Suortá) ist eine Kommune im norwegischen Fylke Nordland, die Teile der zur Inselgruppe Vesterålen gehörenden Inseln Langøya und Hinnøya umfasst. Die Kommune hat 10.781 Einwohner (Stand: 1. Januar 2025). Verwaltungssitz ist die gleichnamige Stadt Sortland.

## Geografie

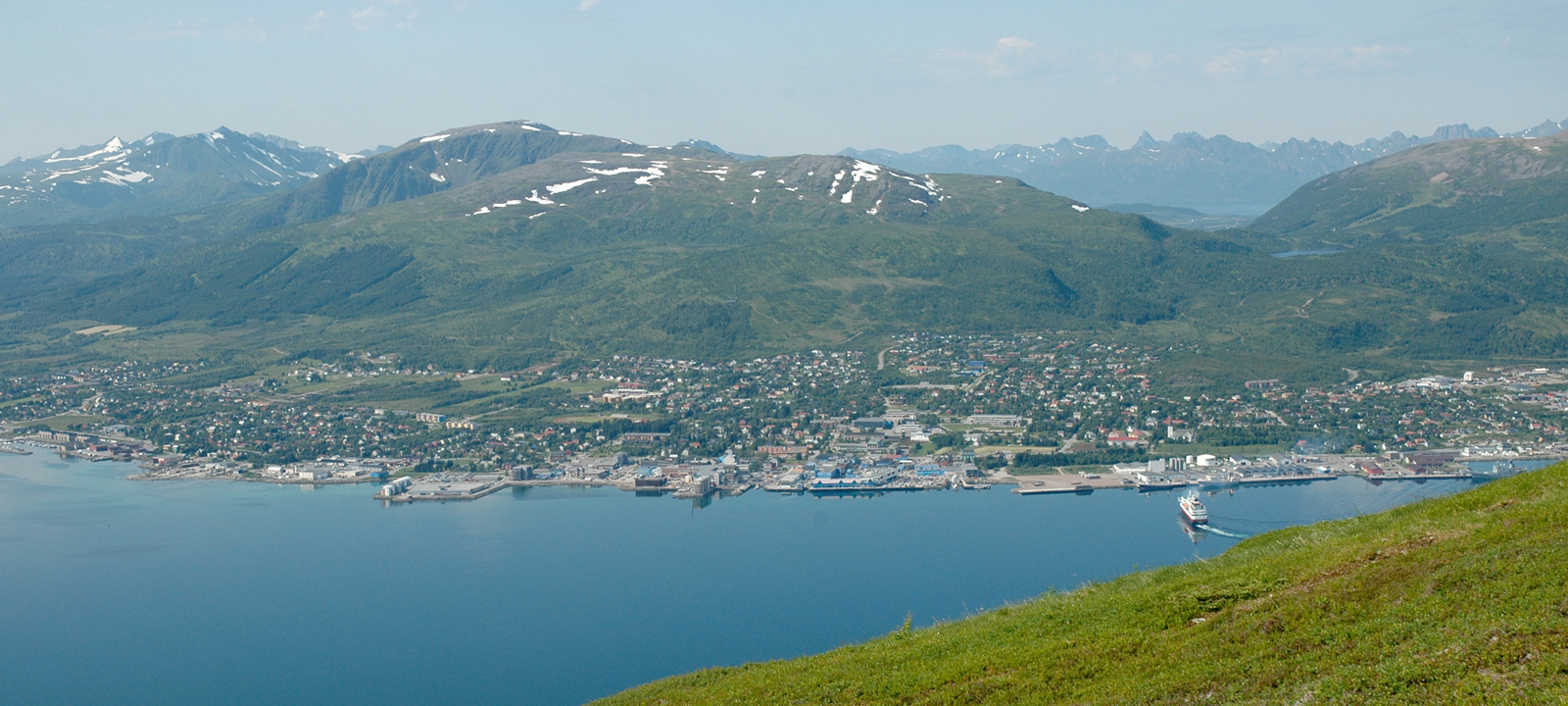
Blick auf Sortland

Die Gemeinde Sortland umfasst die Bereiche im Osten und Westen der Meerenge Sortlandsundet. Dazu gehört ein Gebiet auf der Insel Langøya, welches den Bereich vom geografischen Zentrum bis zur Ostküste umfasst. Auf dieser Insel grenzt Sortland an die Kommune Øksnes im Norden und Nordwesten, Bø im Westen sowie Hadsel im Süden. Von Südwesten kommend schneidet sich der Eidsfjorden in die Insel und die Kommune. Das zweite Teilgebiet von Sortland liegt im Osten des Sortlandsundet auf der Insel Hinnøya. Die Hinnøya ist die größte Insel des norwegischen Festlandes, wobei der westliche Teil zu Nordland und der östliche zum Fylke Troms gehört. Auf der Insel grenzt die Gemeinde Sortland im Norden an Andøy, im Osten an Kvæfjord sowie im Süden an Lødingen und an Hadsel, das ebenfalls sowohl Gebiete auf der Langøya als auch auf der Hinnøya umfasst. Die Grenze zu Kvæfjord bildet zugleich die Grenze zwischen den Provinzen Nordland und Troms. Mit der Kommune Harstad besteht im Nordosten des Gemeindegebiets zudem eine Seegrenze.
Auf beiden Inseln befinden sich größere Moorflächen und vor allem auf der Hinnøya liegen einige größere Seen. Die höchste Erhebung ist der Møysalen mit einer Höhe von 1263,2 moh. an der Grenze zu Lødingen. Insgesamt sind die Berge auf der Insel Hinnøya höher als die auf der Langøya, auf beiden Inseln gibt es allerdings auch eine breitere Küstenebene. Das südliche Gemeindegebiet auf der Hinnøya geht in den Møysalen-Nationalpark ein.

## Einwohner
Seit Ende des Zweiten Weltkriegs stieg die Zahl der Einwohner meist an. Im Jahr 2016 lebten 27 Prozent der Einwohner auf der Hinnøya und 73 Prozent auf der Langøya. In der Gemeinde liegen mehrere sogenannte Tettsteder, also mehrere Ansiedlungen, die für statistische Zwecke als eine städtische Siedlung gewertet werden. Diese sind Sortland mit 5664, Sigerfjord mit 814 und Strand mit 785 Einwohnern (Stand: 1. Januar 2024). Der Tettsted Sortland erhielt im Jahr 1997 den Status als Stadt. Dem lag ein Beschluss des Kommunalparlaments zu Grunde.
Die Einwohner der Gemeinde werden Sortlandssunding oder auch Sortlending genannt. Sortland hat wie viele andere Kommunen der Provinz Nordland weder Nynorsk noch Bokmål als offizielle Sprachform, sondern ist in dieser Frage neutral.
| Jahr          | 1986 | 1990 | 1995 | 2000 | 2005 | 2010 | 2015   | 2020   | 2025   |
| ------------- | ---- | ---- | ---- | ---- | ---- | ---- | ------ | ------ | ------ |
| Einwohnerzahl | 8243 | 8301 | 8784 | 9230 | 9536 | 9819 | 10.166 | 10.566 | 10.781 |

## Geschichte

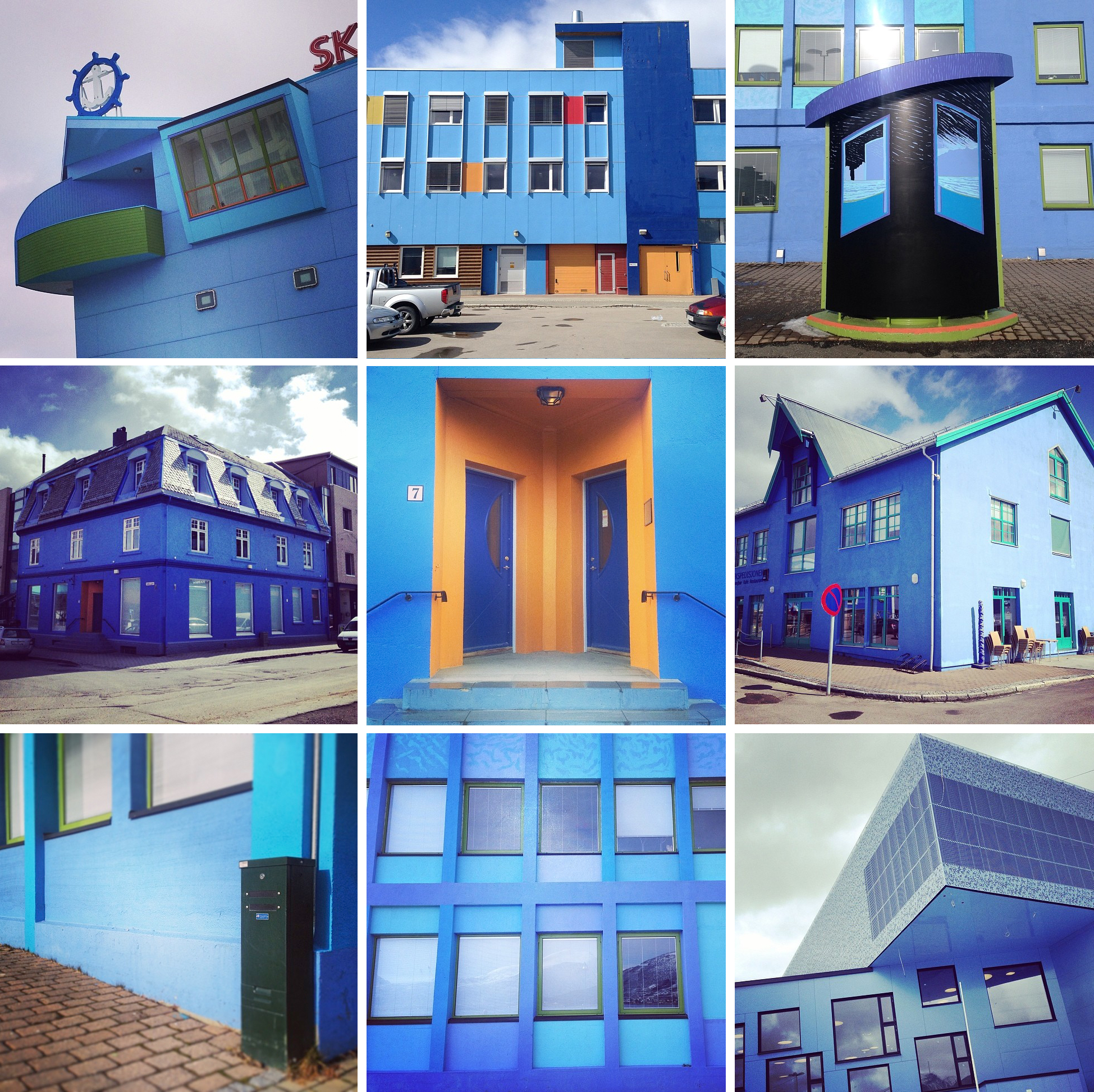
„Blaue Stadt“ Sortland

Die Gemeinde Sortland wurde nach der Einführung der lokalen Selbstverwaltung im Jahr 1837 gegründet. Zum 1. Januar 1963 wurden ein von 65 Personen bewohntes Gebiet der Gemeinde Langenes und ein von 1360 Personen bewohntes Gebiet von Hadsel eingegliedert. Sortland hatte vor der Eingliederung 5846 Einwohner. Die Sortland kirke ist eine 1901 erbaute Kirche, die in der Stadt Sortland liegt. Weitere Kirchen sind die Sigerfjord kirke aus dem Jahr 1933 und die Indre Eidsfjord kirke aus dem Jahr 1970.
Viele Häuser der Stadt Sortland wurden im Rahmen eines Kunstprojekts blau angestrichen. Die Idee dazu entstand im Jahr 1998. Sortland wird deshalb auch als „blaue Stadt“ bezeichnet.

## Wirtschaft und Infrastruktur

### Verkehr
Die beiden Gemeindeteile sind bei der Stadt Sortland mit einer Brücke, der Sortlandbrua, über den Sortlandsundet verbunden. Auf der Ostseite der Brücke verläuft der Riksvei 85, der unter anderem die Verbindung zur Europastraße 10 (E10) in der Nachbargemeinde Kvæfjord herstellt. Entlang der Ostküste der Langøya führt der Fylkesvei 82, nördlich der Stadt Sortland zweigt der Fylkesvei 7682 ab, der ins Inselinnere führt. Der Hafen von Sortland wird von Schiffen der Hurtigruten angelaufen.

### Wirtschaft
Die Stadt Sortland dient als wichtiges Kommunikations-, Schul- und Handelszentrum. Dort befindet sich auch der Standort der Nordnorwegenabteilung der norwegischen Küstenwache. Außerhalb der größeren Ortschaft spielt die Landwirtschaft und Fischerei eine größere Rolle. Vor allem auf der Langøya wird Landwirtschaft betrieben, wobei Rinder und Schafe gehalten werden. Größte Industriebranche ist die Lebensmittelindustrie mit der Fischveredlung. Des Weiteren ist auch der Tourismus von Bedeutung, unter anderem kann man in der Gemeinde die Mitternachtssonne beobachten. Im Jahr 2019 arbeiteten von 5266 Arbeitstätigen 4202 in Sortland selbst, nur ein eher kleiner Teil war in Gemeinden wie Hadsel oder Øksnes tätig.

## Name und Wappen
Das seit 1985 offizielle Wappen der Kommune zeigt eine goldene Burg mit drei Türmen auf blauem Hintergrund. Sortland wurde im Jahr 1370 als Swortuland und Suortaland erwähnt. Der erste Bestandteil leitet sich vermutlich vom Flussnamen Svarta ab.

## Persönlichkeiten
- Per Stavem (1926–2006), Kugelstoßer, Diskuswerfer und Zehnkämpfer
- Hill-Marta Solberg (* 1951), Politikerin
- Olav Christopher Jenssen (* 1954), bildender Künstler und Kunst-Professor
- Hårek Elvenes (* 1959), Politiker
- Sivert Høyem (* 1976), Musiker
- Torfinn Iversen (* 1985), Filmregisseur und Drehbuchautor